# TvN
tvN（Total Variety Network）是CJ ENM所擁有的韓國有線電視綜合娛樂頻道，於2006年10月9日開播，是韓國最受歡迎的有線電視頻道之一，至今仍保持韓國有線電視戲劇及綜藝節目的最高收視紀錄。tvN除主频道外，还拥有数个系列频道以及流媒体平台TVING。

## 历史
2006年10月9日，韩国CJ ENM旗下的频道tvN通过有线电视、卫星、DMB等方式开播，开播初期，以面向年轻一代观众的综艺节目受到关注。2009年10月26日，tvN首个海外版本“tvN Southeast Asia”（后更名为tvN Asia）开播。2011年起，以《请回答1997》为始的“请回答”系列电视剧播出，tvN逐渐发展成为具有代表性的韩剧播出平台。2015年 9月10日，接替原CJ ENM旗下的女性生活、娱乐频道“Story On”的“O tvN”开播，为tvN首个子频道。2016年，tvN为庆祝开台10周年，举办首个颁奖典礼《tvN10 Awards》。
2018年1月26日，CJ ENM旗下的男性生活、体育频道“XTM”划入tvN系列频道，更名为“XtvN”。2021年5月1日，原生活风格频道Olive划入tvN系列频道，更名为面向中年观众的频道“tvN STORY”。在tvN成立15周年之际，tvN正式宣布了全新品牌口号“NO.1 K-Contents Channel，快乐tvN”。2021年9月1日，“O tvN”转型为电视剧频道“tvN DRAMA”，“XtvN”转型为面向15至39岁观众的娱乐频道“tvN SHOW”。2022年5月20日，tvN第五个系列频道“tvN SPORTS”启播。

## 歷代台徽

2006年9月~2008年9月
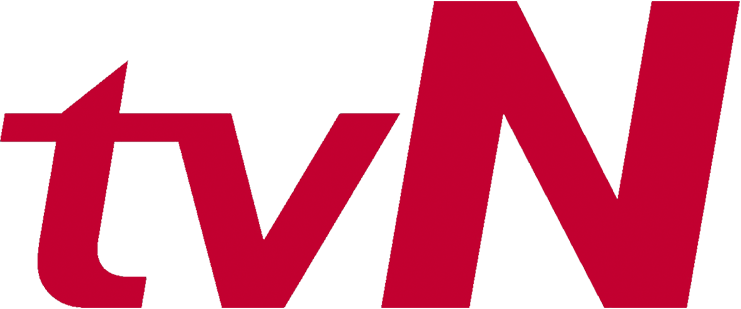
2008年9月~2012年5月
2012年5月~2021年8月
2021年9月~至今

## 戲劇節目
tvN製作之戲劇近年收視皆於有線電視方面拿下亮眼的成績，包括於2012年首度製作日日劇《黃色復仇草》便創下有線電視台有史以來最高的收視率；而月火連續劇《請回答1997》收視率最高更達5%以上，引發人氣話題。
2013年，《請回答1994》打敗JTBC《無子無憂》，創下有線電視自製電視劇最高收視。《花美男系列》之三部曲《花美男拉麵店》、《閉嘴！花美男樂團》、《鄰家花美男》也得到許多關注。
2016年，《請回答1988》創下最高平均收視率18.803%（AGB全國）的紀錄，打破《請回答1994》於2013年創下的最高平均收視率10.431%(AGB全國)的紀錄，成為韓國有線電視台最高收視紀錄。
2017年，《孤單又燦爛的神-鬼怪》以18.680%（AGB全國）的最高平均收視率，僅次於《請回答1988》的18.803%(AGB全國)成為韓國有線電視台第二高收視紀錄。
2024年，《淚之女王》創下最高平均收視率24.850%（AGB全國），刷新《愛的迫降》和《請回答1988》的最高平均收視紀錄，成為tvN電視台最高的收視紀錄，同時也是韓國有線電視台綜合娛樂頻道最高平均收視的戲劇節目。

### 最高收視率排行
- 以下記載戲劇作品排名前20位的最高全國平均收視率（非首都圈、非瞬間最高收視）、相關最高收視的集數和日期（非總集數和大結局日期）
(請參考底部資料來源)

| 排行 | 作品                 | 最高收視集數 | AGB 全國平均 | 收視排名 | 日期       | 檔期 |
| ---- | -------------------- | ------------ | ------------ | -------- | ---------- | ---- |
| 1    | 淚之女王             | 16           | 24.850%      | 1        | 2024/04/28 | 週末 |
| 2    | 愛的迫降             | 16           | 21.683%      | 2        | 2020/02/16 | 週末 |
| 3    | 請回答1988           | 20           | 18.803%      | 3        | 2016/01/16 | 金土 |
| 4    | 孤單又燦爛的神－鬼怪 | 16           | 18.680%      | 4        | 2017/01/21 | 金土 |
| 5    | 陽光先生             | 24           | 18.129%      | 5        | 2018/09/30 | 週末 |
| 6    | 哲仁王后             | 20           | 17.371%      | 6        | 2021/02/14 | 週末 |
| 7    | 浪漫速成班           | 16           | 17.038%      | 7        | 2023/03/05 | 週末 |
| 8    | 王后傘下             | 16           | 16.852%      | 8        | 2022/12/04 | 週末 |
| 9    | 正年                 | 12           | 16.458%      | 9        | 2024/11/17 | 週末 |
| 10   | 黑道律師文森佐       | 20           | 14.636%      | 10       | 2021/05/02 | 週末 |
| 11   | 我們的藍調時光       | 20           | 14.597%      | －       | 2022/06/12 | 週末 |
| 12   | 百日的郎君           | 16           | 14.412%      | －       | 2018/10/30 | 月火 |
| 13   | 機智醫生生活         | 12           | 14.142%      | －       | 2020/05/28 | 木曜 |
| 14   | 機智醫生生活2        | 12           | 14.080%      | －       | 2021/09/16 | 木曜 |
| 15   | 海岸村恰恰恰         | 16           | 12.665%      | －       | 2021/10/17 | 週末 |
| 16   | Signal 信號          | 16           | 12.544%      | －       | 2016/03/12 | 金土 |
| 17   | 德魯納酒店           | 16           | 12.001%      | －       | 2019/09/01 | 週末 |
| 18   | 和我老公結婚吧       | 16           | 11.951%      | －       | 2024/02/20 | 月火 |
| 19   | 二十五，二十一       | 16           | 11.513%      | －       | 2022/04/03 | 週末 |
| 20   | 機智牢房生活         | 16           | 11.195%      | －       | 2018/01/18 | 水木 |

- 資料來源： [AGB有線頻道最高收視數據表] (Daum).   [2017-12-04]. （原始内容存档于2020-02-05） （韩语）.

## 綜藝節目
在2015年，《一日三餐》創下13.338%的韓國有線電視史上最高收視紀錄（後被《請回答1988》超越）。同年，製作人羅䁐錫憑藉《一日三餐》和《花樣爺爺》獲得「第51屆百想藝術大賞－電視部門大賞」，成為史上首個獲得該獎項的綜藝監製。
2017年，《尹食堂第一季印尼峇里島篇》創下最高平均收視率14.141%(AGB全國)的記錄，打破《一日三餐漁村篇第一季》於2015年創下的最高平均收視率13.338%(AGB全國)的紀錄，成為韓國有線電視台綜藝節目歷年收視紀錄排名第1位。
2018年，《尹食堂第二季西班牙加拉奇科篇》創下最高平均收視率15.986%(AGB全國)的記錄，打破《尹食堂第一季印尼峇里島篇》於2017年創下最高平均收視率14.141%(AGB全國)的記錄，成為韓國有線電視台綜藝節目歷年收視紀錄排名第1位。

### 最高收視率排行
| 排行 | 作品                                    | 集數 | AGB 全國平均 | 收視排名 | 日期       |
| ---- | --------------------------------------- | ---- | ------------ | -------- | ---------- |
| 1    | 尹食堂 第二季 西班牙 加拉奇科篇         | 5    | 15.986%      | 1        | 2018/02/02 |
| 2    | 尹食堂 第一季 印尼峇里島篇              | 6    | 14.141%      | 2        | 2017/04/28 |
| 3    | 一日三餐 漁村篇第一季 晚材島            | 5    | 13.338%      | 3        | 2015/02/20 |
| 4    | 一日三餐 漁村篇第二季 晚材島            | 4    | 13.284%      | 4        | 2015/10/30 |
| 5    | 一日三餐 漁村篇第五季 竹窟島            | 9    | 12.199%      | 5        | 2020/06/26 |
| 6    | 一日三餐 農村篇第二季 旌善篇            | 10   | 12.148%      | 6        | 2015/07/17 |
| 7    | 一日三餐 Light                          | 2    | 11.826%      | 7        | 2024/09/27 |
| 8    | 花樣青春 第二季 非洲篇                  | 1    | 11.773%      | 8        | 2016/02/19 |
| 9    | 西班牙寄宿                              | 7    | 11.687%      | 9        | 2019/04/26 |
| 10   | 一日三餐 農村篇第三季 高敞篇            | 3    | 11.587%      | 10       | 2016/07/15 |
| 11   | 尹STAY                                  | 5    | 11.578%      | －       | 2021/02/05 |
| 12   | 一日三餐 漁村篇第三季 得糧島            | 1    | 11.536%      | －       | 2016/10/14 |
| 13   | 一日三餐 漁村篇第四季 得糧島 海洋牧場篇 | 1    | 10.568%      | －       | 2017/08/04 |
| 14   | 花樣爺爺 第四季 東歐篇                  | 3    | 9.595%       | －       | 2018/07/13 |
| 15   | 花樣爺爺 第三季 希臘篇                  | 1    | 9.520%       | －       | 2015/03/27 |
| 16   | 瑞鎮家                                  | 2    | 9.347%       | －       | 2023/03/03 |
| 17   | 瑞鎮家2                                 | 5    | 9.211%       | －       | 2024/07/24 |
| 18   | 花樣姐姐                                | 1    | 9.164%       | －       | 2013/11/29 |
| 19   | 一日三餐 農村篇第一季 旌善篇            | 10   | 8.946%       | －       | 2014/12/19 |
| 20   | 花樣青春 第二季 冰島篇                  | 2    | 8.539%       | －       | 2016/01/08 |

- 資料來源： [AGB有線頻道最高收視數據表] (Daum).   [2017-12-04]. （原始内容存档于2020-02-05） （韩语）.
- 「收視率」數據摘自AGB有線電視全國平均收視率，包括節目播放間中廣告，播放前後廣告除外，詳見上述資料來源連結

## 外部連結
- tvN 
- tvN的Facebook專頁 
- tvN的X（前Twitter） 
- tvN的Instagram帳戶 
- tvN（页面存档备份，存于）的Naver TV 
- tvN（页面存档备份，存于）的Naver Post 
- YouTube上的tvN頻道 
- YouTube上的tvN DRAMA頻道 